# Phrynobatrachus keniensis
Phrynobatrachus keniensis é uma espécie de anfíbio da família Petropedetidae.
Pode ser encontrada nos seguintes países: Quénia e Tanzânia.
Os seus habitats naturais são: campos de altitude subtropicais ou tropicais, rios e pântanos.
Está ameaçada por perda de habitat.